# Тюдівська сільська рада
| Тюдівська сільська рада — колишній орган місцевого самоврядування у Косівському районі Івано-Франківської області з адміністративним центром у с. Тюдів. Водоймища на території, підпорядкованій даній раді: річка Черемош. Сільській раді підпорядковані населені пункти: - с. Тюдів |

## Склад ради
Рада складається з 20 депутатів та голови.

### Керівний склад ради
| ПІБ                      | Основні відомості                                            | Дата обрання | Дата звільнення |
| ------------------------ | ------------------------------------------------------------ | ------------ | --------------- |
| Слижук Василь Васильович | Сільський голова, 1968 року народження, освіта, безпартійний | 26.03.2006   | 31.10.2010      |
| Довганюк Оксана Іванівна | Сільський голова, 1967 року народження, освіта, позапартійна | 31.10.2010   |                 |

Примітка: таблиця складена за даними джерела